# زمین‌لرزه ۱۹۲۸ چاچاپویاس
زمین‌لرزه چاچاپویاس  در تاریخ ۱۴ مه ۱۹۲۸ میلادی، برابر با ‎۲۴ اردیبهشت ۱۳۰۷، ساعت ۲۲:۱۴:۵۱ به زمان یوتی‌سی در پرو ، منطقه چاچاپویاس رخ داد. ژرفای این زلزله ۳۵ کیلومتر بود. بزرگی آن ۷٫۲ در مقیاس Mw و بیشینهٔ شدت آن در مقیاس مرکالی X اعلام شده‌است. زمین‌لرزه به وقت محلی در روز دوشنبه، ساعت ۱۷ روی داده و منطقه زمانی آن یوتی‌سی -۵ بوده‌است .
سازمان زمین‌شناسی آمریکا نیز جای این زمین‌لرزه را در مختصات ۵°جنوبی ۷۸°غربی / ۵°جنوبی ۷۸°غربی و بزرگی آنرا برابر با ۷٫۳ در مقیاس ریشتر اعلام کرده‌است. 
شمار کشتگان زلزله حدود ۲۹ نفر بوده‌است.